# 242 (số)
242 (hai trăm bốn mươi hai) là một số tự nhiên ngay sau 241 và ngay trước 243.